# کیک بولونیا
کیک بولونیا که با نام کیک بالونی نیز شناخته می‌شود، غذایی محبوب در جنوب ایالات متحده است.

## مواد لازم و طرز تهیه
این کیک از لایه‌هایی از سوسیس بولونیا ورقه شده و پنیر خامه‌ای به همراه سس رنچ یا چاشنی‌های دیگر تشکیل شده است. ممکن است به جای سوسیس از جایگزین‌هایی مثل کالباس، ژامبون یا سالامی استفاده شود. به جای سس رنچ هم می‌توان پنیر خامه‌ای را با پودر پیاز، پودر سیر، سس ووسترشر یا مخلوطی از چاشنی‌های ایتالیایی طعم‌دار کرد. چیز ویز اغلب برای تزئین کیک استفاده می‌شود. روی کیک را می‌توان با زیتون، خیارشور، تکه‌های بیکن یا سبزیجات تازه تزئین کرد. این کیک اغلب با کراکر یا نان تست سرو می‌شود. تهیه کیک بولونیا نسبتاً ارزان، از نظر فنی ساده و آسان است.

## تاریخچه
ریشه‌های کیک بولونیا مشخص نیست اما می‌توان آن را به اواسط قرن بیستم نسبت داد. این نظریه وجود دارد که این موضوع ابتدا به عنوان یک شوخی شروع شد، اما در نهایت محبوبیت پیدا کرد. کیک بولونیا به دلیل سهولت در تهیه و امکان تزئین آن به شکلی شبیه به کیک‌های سنتی، به انتخابی محبوب تبدیل شد و به یک قطعه مرکزی چشم‌نواز تبدیل شد.